# Convolutriloba longifissura
Convolutriloba longifissura är en plattmaskart som beskrevs av Bartolomaeus och Balzer 1997. Convolutriloba longifissura ingår i släktet Convolutriloba och familjen Sagittiferidae. Inga underarter finns listade i Catalogue of Life.